# Percy Wyndham (1835-1911)
Percy Scawen Wyndham (30 janvier 1835-13 mars 1911) est un soldat britannique, un homme politique du Parti conservateur, collectionneur et intellectuel. Il est l'un des membres fondateurs de The Souls et a construit Clouds House à East Knoyle, Wiltshire. 

## Jeunesse et éducation
Il est le fils cadet de George Wyndham (1er baron Leconfield), et de son épouse Mary Fanny Blunt, fille du révérend William Blunt, et fait ses études au Collège d'Eton. Il sert dans les Coldstream Guards et obtient le grade de capitaine. 

## Carrière politique
En 1860, il est élu député de Cumberland West (succédant à son oncle, Henry Wyndham), siège qu'il occupe jusqu'en 1885. Il est également sous-lieutenant et juge de paix pour le Sussex. Il possède le manoir de Wiltshire de Pertwood de 1877 jusqu'à sa mort, et il est devenu un membre du conseil du comté de Wiltshire et est le shérif supérieur du Wiltshire pour 1896. 

## Famille
Il épouse Madeline Caroline Frances Eden Campbell, fille de Sir Guy Campbell, 1er baronnet, et son épouse Pamela FitzGerald, fille de Lord Edward FitzGerald. Ils sont tous deux des membres éminents de The Souls. Ils ont deux fils et trois filles qui sont également membres de The Souls. George Wyndham est un homme politique et un homme de lettres, tandis que Guy Wyndham est un soldat. 

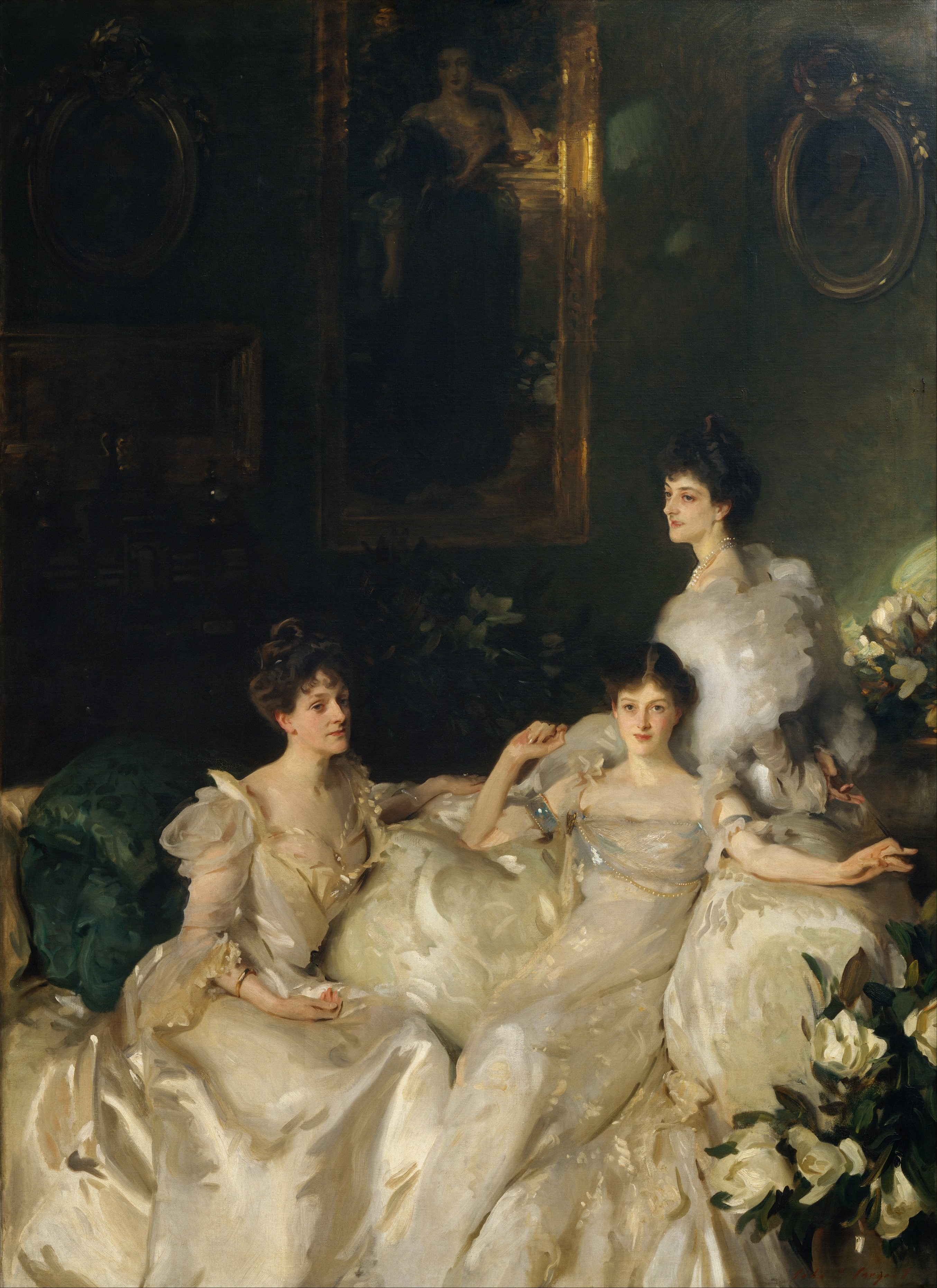
Les Sœurs Wyndham, Lady Elcho, Mrs Addeane et Mrs Tennant, 1899
John Singer Sargent
New York, Metropolitan Museum

Leur fille aînée Mary épouse Hugo Charteris (11e comte de Wemyss), et leur deuxième fille Madeline épouse Charles Adeane. Leur troisième fille, Pamela épouse Edward Tennant (1er baron Glenconner) et est la mère, entre autres, de Stephen Tennant et, se remarie à Edward Grey (1er vicomte Grey de Fallodon).
Wyndham a commandé la peinture désormais célèbre de ses filles, The Wyndham Sisters, par John Singer Sargent. De gauche à droite, ce sont Madeline Adeane (1869–1941), Pamela Tennant (1871–1928) et Mary Constance, Lady Elcho (1862–1937). Sargent les a peints dans le salon de la résidence de leur famille sur Belgrave Square. Sur le mur au-dessus d'elles se trouve le portrait de leur mère par George Frederic Watts (collection privée), qui établit leur généalogie et rappelle aux spectateurs les liens de Sargent avec des artistes plus âgés. Présentée en 1900 à la Royal Academy, The Wyndham Sisters est saluée par la critique et surnommée « Les Trois Grâces » par le prince de Galles.
Le trio est au centre du livre de 2014 The Wild Wyndhams de Claudia Renton . 
Percy Wyndham est décédé en mars 1911, à l'âge de 76 ans. Sa femme lui a survécu de neuf ans et est décédée en mars 1920.

## Spiritualisme
Wyndham est un spiritualiste qui s'intéressait à la parapsychologie. Il est un ami du médium William Stainton Moses et membre de la London Spiritualist Alliance. 
Wyndham est l'un des premiers membres de la Society for Psychical Research. En 1884, il assiste à une séance avec le médium William Eglinton et est impressionné par ses phénomènes d'écriture sur ardoise . Cependant, Eglinton est dénoncé comme un fraudeur par d'autres chercheurs . 